# دوستی دشمنی
دوستی دشمنی (به هندی: Dosti Dushmani) فیلمی محصول سال ۱۹۸۶ و به کارگردانی تاتیننی راما رائو است. در این فیلم بازیگرانی همچون جیتندرا، راجینیکانت، ریشی کاپور، کیم کاتکار، پونام دیلون، بهانوپریا، آمریش پوری، پران، پریم چوپرا، قادرخان، شاکتی کاپور و آسرانی ایفای نقش کرده‌اند.